# Dirty John
Dirty John es una serie de televisión de drama y antología estadounidense creada por Alexandra Cunningham, basada en el podcast del mismo nombre de Christopher Goffard, que se estrenó el 25 de noviembre de 2018, en Bravo. En mayo de 2019, se anunció que la serie se trasladará a USA Network, antes del estreno de la segunda temporada. La segunda temporada titulada The Betty Broderick Story, estrenó un tráiler el 25 de marzo de 2020 anunciando a Christian Slater y Amanda Peet interpretando a Betty Broderick. En abril de 2020, se anunció que la segunda temporada se estrenaría el 2 de junio de 2020, con un adelanto del primer episodio que se emitirá el 31 de mayo de 2020.

## Sinopsis
Dirty John cuenta la historia de «cómo un romance con el carismático John Meehan se convirtió en una espiral de secretos, negación, manipulación y, en última instancia, supervivencia – con horribles consecuencias para toda la familia».

## Elenco y personajes

### Temporada 1

#### Principales
- Connie Britton como Debra Newell, una exitosa diseñadora de interiores que busca el amor en aplicaciones de citas después de cuatro matrimonios fallidos.
- Eric Bana como John Meehan, un estafador con un historial de mujeres estafadas que actualmente se hace pasar por anestesiólogo.
- Juno Temple como Veronica Newell, hija mayor de Debra.
- Julia Garner como Terra Newell, hija menor de Debra.

#### Recurrentes
- Jean Smart como Arlane Hart, madre de Debra.
- Keiko Agena como Nancy, colega de Debra.
- Jake Abel como Trey, hijo de Debra y el hermano mayor de Veronica y Terra.
- Julie Dretzin
- Vanessa Martínez como Celia
- Judy Reyes
- Kevin Zegers como Toby, sobrino de Debra.
- Joe Tippett como Bobby
- Sprague Grayden como Tonia
- David Barrera como Palmer
- Lindsey Kraft como Ruth
- John Getz
- Joelle Carter como Denise Meehan-Shepard, hermana de John.

### Temporada 2

#### Principales
- Amanda Peet como Betty Broderick
- Christian Slater como Dan Broderick
- Rachel Keller como Linda Kolkena[6]

#### Recurrentes
- Lily Donoghue	como Tracy Broderick, la hija mayor de Betty y Dan.
- Missi Pyle como Karen Kintner[7]
- Emily Bergl como Marie Stewart[6]
- Holley Fain como Evelyn Crowley[7]
- Lena Georgas como Janet Ravis[6]
- Tiera Skovbye como la joven Betty Broderick[6]
- Chris Mason como el joven Dan Broderick[6]
- Cameron Crovetti como Ryan Broderick, El hijo mayor de Betty y Dan.
- Miles Emmons como Anthony Broderick, el hijo menor de Betty y Dan.
- Anna Jacoby-Heron como Jenny Broderick, la hija adolescente más joven de Betty y Dan.

## Episodios
| Temporada | Temporada | Título                    | Episodios | Episodios | Emisión original        | Emisión original    | Emisión original |
| Temporada | Temporada | Título                    | Episodios | Episodios | Primera emisión         | Última emisión      | Cadena           |
| --------- | --------- | ------------------------- | --------- | --------- | ----------------------- | ------------------- | ---------------- |
|           | 1         | The John Meehan Story     | 8         | 8         | 15 de noviembre de 2018 | 13 de enero de 2019 | Bravo            |
|           | 2         | The Betty Broderick Story | 8         | 8         | 31 de mayo de 2020      | 14 de julio de 2020 | USA Network      |

### Temporada 1:The John Meehan Story(2018–19)
| N.º en serie | N.º en temp. | Título                              | Dirigido por   | Escrito por                           | Fecha de emisión original | Audiencia (millones) |
| ------------ | ------------ | ----------------------------------- | -------------- | ------------------------------------- | ------------------------- | -------------------- |
| 1            | 1            | «Approachable Dreams»               | Jeffrey Reiner | Alexandra Cunningham                  | 15 de noviembre de 2018   | 1,22                 |
| 2            | 2            | «Red Flags and Parades»             | Jeffrey Reiner | Evan Wright                           | 2 de diciembre de 2018    | 1,24                 |
| 3            | 3            | «Remember It Was Me»                | Jeffrey Reiner | Diana Son                             | 9 de diciembre de 2018    | 1,28                 |
| 4            | 4            | «Shrapnel»                          | Jeffrey Reiner | Alexandra Cunningham & Sinead Daly    | 16 de diciembre de 2018   | 1,14                 |
| 5            | 5            | «Lord High Executioner»             | Jeffrey Reiner | Christopher Goffard                   | 23 de diciembre de 2018   | 1,04                 |
| 6            | 6            | «One Shoe»                          | Jeffrey Reiner | Alexandra Cunningham & Kevin J. Hynes | 30 de diciembre de 2018   | 1,37                 |
| 7            | 7            | «Chivalry»                          | Jeffrey Reiner | Alexandra Cunningham & Lex Edness     | 6 de enero de 2019        | 1,49                 |
| 8            | 8            | «This Young Woman Fought Like Hell» | Jeffrey Reiner | Alexandra Cunningham                  | 13 de enero de 2019       | 1,84                 |

1. ↑  El primer episodio se lanzó el 15 de noviembre de 2018, a través de la aplicación de streaming de Bravo antes de su estreno oficial en televisión el 25 de noviembre de 2018.[9]

### Temporada 2:The Betty Broderick Story(2020)
| N.º en serie | N.º en temp. | Título                         | Dirigido por         | Escrito por                                 | Fecha de emisión original | Audiencia (millones) |
| ------------ | ------------ | ------------------------------ | -------------------- | ------------------------------------------- | ------------------------- | -------------------- |
| 9            | 1            | «No Fault»                     | Maggie Kiley         | Alexandra Cunningham                        | 31 de mayo de 2020        | 0,55                 |
| 10           | 2            | «The Turtle and the Alligator» | Meera Menon          | Stacy A. Littlejohn                         | 2 de junio de 2020        | 0,89                 |
| 11           | 3            | «Marriage Encounter»           | Kat Candler          | Juliet Lashinsky-Revene                     | 9 de junio de 2020        | 0,91                 |
| 12           | 4            | «More to It Than Fun»          | Maggie Kiley         | Alexandra Cunningham & Katherine B. McKenna | 16 de junio de 2020       | 0,81                 |
| 13           | 5            | «Scream Therapy»               | Maggie Kiley         | Aaron Carew                                 | 23 de junio de 2020       | 0,80                 |
| 14           | 6            | «The Twelfth of Never»         | Shannon Kohli        | Kevin J. Hynes                              | 30 de junio de 2020       | 0,67                 |
| 15           | 7            | «The Shillelagh»               | Alexandra Cunningham | Lex Edness                                  | 7 de julio de 2020        | 0,75                 |
| 16           | 8            | «Perception is Reality»        | Maggie Kiley         | Alexandra Cunningham                        | 14 de julio de 2020       | 0,84                 |

1. ↑  El episodio se emitió originalmente como un «sneak peek» el 31 de mayo de 2020 y posteriormente se volvió a emitir para un estreno oficial en horario especial el 2 de junio de 2020 que recibió 1,09 millones de espectadores.[4][18]

## Producción

### Desarrollo
El 28 de enero de 2018, se anunció que Bravo había ordenado la producción de una serie titulada Dirty John compuesta por dos temporadas y, será creada y escrita por Alexandra Cunningham, quien también se desempeñará como productora ejecutiva junto a Richard Suckle, Charles Roven, Mark Herzog, Christopher G. Cowen y Christopher Argentieri. El 8 de octubre de 2018, se anunció que la serie se estrenaría el 25 de noviembre de 2018. El 17 de mayo de 2019, se anunció que la serie pasaría de Bravo a USA Network, antes del estreno de la segunda temporada. El 9 de septiembre de 2019, se anunció que la serie sería una de serie de antología y la segunda temporada se titula Dirty John: The Betty Broderick Story que se estrenó el 2 de junio de 2020.

### Casting
El 26 de marzo de 2018, se anunció que Connie Britton había sido elegida para el papel principal de la serie. El 3 de abril de 2018, se informó que Eric Bana se había unido al elenco principal como John Meehan. El 14 de junio de 2018, se anunció que Jean Smart había sido elegido para desempeñar un papel recurrente. En julio de 2018, se informó que Juno Temple y Julia Garner habían sido elegidas para papeles principales y que Kevin Zegers, Keiko Agena, John Karna, Sprague Grayden, Cliff Chamberlain, Jake Abel, y David Barrera habían sido elegidos en papeles recurrentes. El 16 de agosto de 2018, se anunció que Lindsey Kraft había sido elegida para el papel de invitada.
El 9 de septiembre de 2019, se anunció que Amanda Peet y Christian Slater protagonizarían la segunda temporada. El 18 de octubre de 2019, se anunció que Missi Pyle y Holley Fain se unieron al elenco en papeles recurrentes. El 8 de noviembre de 2019, se anunció que Rachel Keller se había unido al elenco principal, mientras que Emily Bergl, Lena Georgas, Tiera Skovbye, y Chris Mason se habían unido al elenco recurrente de la serie.

## Lanzamiento

### Distribución
El 24 de julio de 2018, se anunció que fue estrenada internacionalmente en Netflix  el 14 de febrero de 2019.

## Recepción

### Críticas
La serie obtuvo una respuesta mixta a positiva de los críticos desde su estreno. En Rotten Tomatoes, la serie tiene un índice de aprobación del 70% con un promedio de 5.03 de 10 según 27 reseñas. El consenso crítico del sitio web dice, «Dirty John podría no estar a la altura de la emoción de su fuente de información, pero Connie Britton pone en un centro clínico con su interpretación de la verdadera traición del crimen». En Metacritic, que utiliza un promedio ponderado, asignó a la serie una puntuación de 58 de 100 según 18 reseñas, lo que indica «críticas mixtas».
la segunda temporada ha recibido una respuesta positiva de la crítica. En Rotten Tomatoes la temporada tiene un índice de aprobación del 88%, basado en 16 reseñas, con una calificación promedio de 6.98/10. El consenso crítico del sitio dice, «Aunque la sensacional Historia de Betty Broderick es a veces dispersa, la increíble encarnación de Amanda Peet de una mujer despreciada es un espectáculo para contemplar». En Metacritic, tiene un puntaje promedio ponderado de 73 sobre 100, basada en 11 reseñas, lo que indica «criticas generalmente favorables».

### Audiencia

#### Temporada 1
| N.º | Título                              | Fecha de emisión        | ÍA (18–49) | Audiencia (millones) | DVR (18–49) | Audiencia DVR (millones) | Total (18–49) | Audiencia total (millones) |
| --- | ----------------------------------- | ----------------------- | ---------- | -------------------- | ----------- | ------------------------ | ------------- | -------------------------- |
| 1   | «Approachable Dreams»               | 25 de noviembre de 2018 | 0,4        | 1,22                 | 0,3         | 0,86                     | 0,7           | 2,08                       |
| 2   | «Red Flags and Parades»             | 2 de diciembre de 2018  | 0,4        | 1,22                 | 0,4         | 1,26                     | 0,8           | 2,50                       |
| 3   | «Remember It Was Me»                | 9 de diciembre de 2018  | 0,4        | 1,28                 | 0,4         | 1,39                     | 0,8           | 2,67                       |
| 4   | «Shrapnel»                          | 16 de diciembre de 2018 | 0,3        | 1,14                 | 0,5         | 1,55                     | 0,8           | 2,69                       |
| 5   | «Lord High Executioner»             | 23 de diciembre de 2018 | 0,3        | 1,04                 | 0,4         | 1,40                     | 0,7           | 2,44                       |
| 6   | «One Shoe»                          | 30 de diciembre de 2018 | 0,4        | 1,37                 | 0,5         | 1,54                     | 0,9           | 2,91                       |
| 7   | «Chivalry»                          | 6 de enero de 2019      | 0,4        | 1,09                 | 0,5         | 1,46                     | 0,9           | 2,45                       |
| 8   | «This Young Woman Fought Like Hell» | 13 de enero de 2019     | 0,6        | 1,84                 | 0,4         | 1,41                     | 1,0           | 3,25                       |

#### Temporada 2
| N.º | Título                         | Fecha de emisión    | ÍA (18–49) | Audiencia (millones) | DVR (18–49) | Audiencia DVR (millones) | Total (18–49) | Audiencia total (millones) |
| --- | ------------------------------ | ------------------- | ---------- | -------------------- | ----------- | ------------------------ | ------------- | -------------------------- |
| 1   | «No Fault»                     | 31 de mayo de 2020  | 0,1        | 0,55                 | 0,2         | 0,80                     | 0,5           | 1,89                       |
| 2   | «The Turtle and the Alligator» | 2 de junio de 2020  | 0,2        | 0,89                 | 0,2         | 0,97                     | 0,4           | 1,85                       |
| 3   | «Marriage Encounter»           | 9 de junio de 2020  | 0,2        | 0,91                 | 0,3         | 1,06                     | 0,5           | 1,97                       |
| 4   | «More to It Than Fun»          | 16 de junio de 2020 | 0,2        | 0,81                 | 0,3         | 1,11                     | 0,5           | 1,92                       |
| 5   | «Scream Therapy»               | 23 de junio de 2020 | 0,2        | 0,80                 | 0,3         | 1,06                     | 0,5           | 1,86                       |
| 6   | «The Twelfth of Never»         | 30 de junio de 2020 | 0,1        | 0,67                 | 0,3         | 1,12                     | 0,5           | 1,79                       |
| 7   | «The Shillelagh»               | 7 de julio de 2020  | 0,2        | 0,75                 | 0,3         | 0,97                     | 0,4           | 1,72                       |
| 8   | «Perception is Reality»        | 14 de julio de 2020 | 0,2        | 0,84                 | 0,2         | 0,93                     | 0,4           | 1,77                       |

### Premios y nominaciones
| Año  | Premiación                        | Categoría                                                                      | Nominado(s)    | Resultado | Ref.   |
| ---- | --------------------------------- | ------------------------------------------------------------------------------ | -------------- | --------- | ------ |
| 2019 | Golden Globe Awards               | Mejor actriz – Miniserie o Telefilme                                           | Connie Britton | Nominada  | [ 59 ] |
| 2019 | Critics' Choice Television Awards | Mejor actriz en una serie limitada o película hecha para televisión            | Connie Britton | Nominada  | [ 60 ] |
| 2019 | Critics' Choice Television Awards | Mejor actriz de reparto en una serie limitada o película hecha para televisión | Julia Garner   | Nominada  | [ 60 ] |